# Barguna (distrito)
Barguna (বরগুনা, em bengali) é um distrito localizado na divisão de Barisal. Está situado na parte sul de Bangladesh. A subdivisão de Barguna foi estabelecida em 1969 e promovida a distrito em 28 de fevereiro de 1984.

## Geografia
O distrito possui uma área total de 1 939,39 km². Limita-se ao norte com os distritos de Jhalkathi, Barisal, Pirojpur e Patuakhali; a leste com o distrito de Patuakhali; ao sul com Patuakhali e o Golfo de Bengala; e a oeste com os distritos de Pirojpur e Bagerhat.